# Ramesh Prasad Khanal

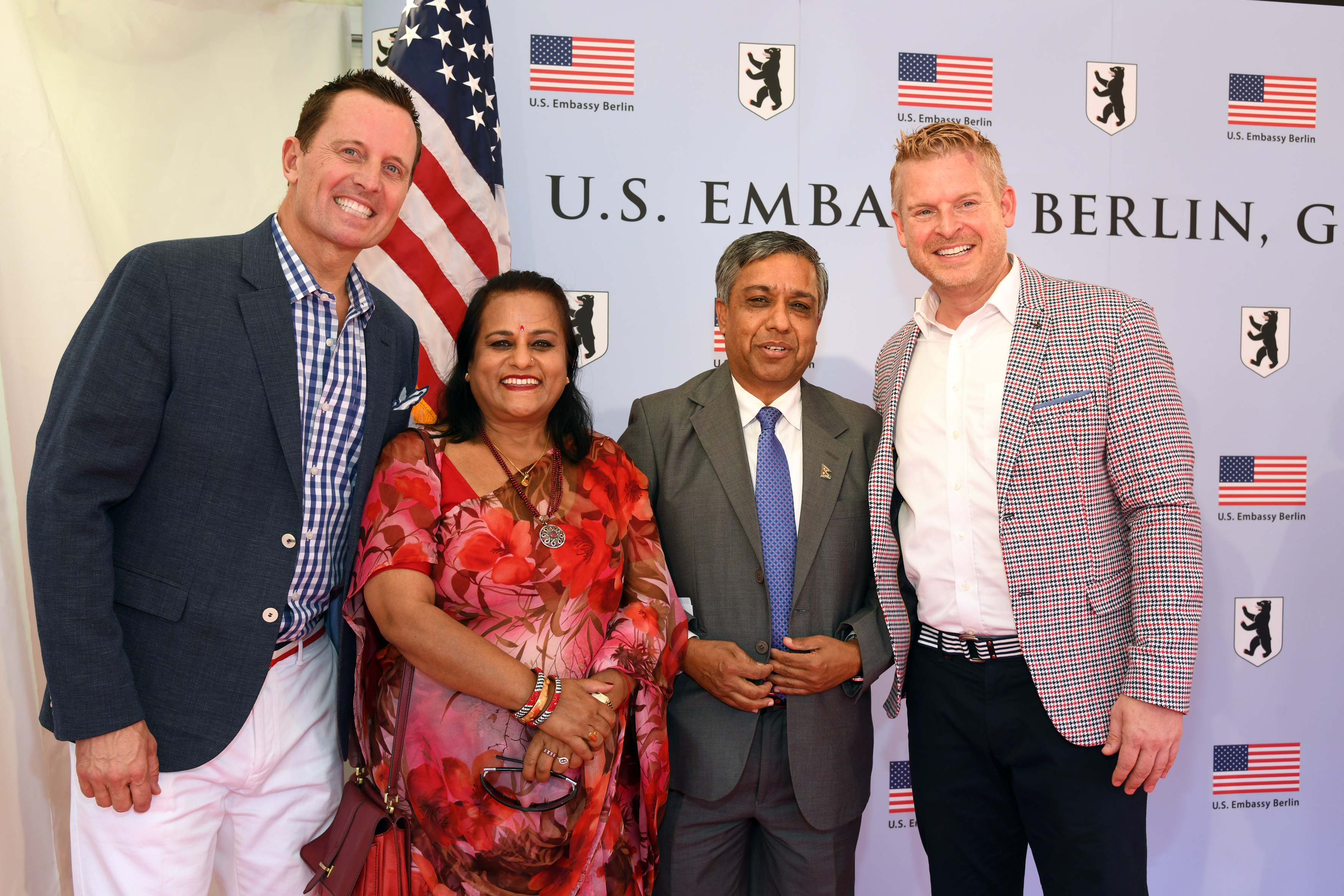
Ramesh Prasad Khanal, zweiter von rechts, im Jahr 2018

Ramesh Prasad Khanal (geboren 16. November 1961) ist ein nepalesischer Diplomat, der von 2016 bis 2020 Botschafter seines Landes in Deutschland war.

## Leben
Khanal studierte Politische Wissenschaften und Jura an der Tribhuwan University in Kathmandu. Nach den erfolgreichen Abschlüssen mit dem Master of Arts und dem Bachelor of Law trat er 1988 in das Nepalesische Außenministerium ein. Er wurde nacheinander Leiter/Unterstaatssekretär der Abteilungen Europa-Amerika, Südasien und Südostasien und Nordasien. In dieser Zeit sammelte er Auslandserfahrungen in China in der nepalesischen Botschaft erst als Zweiter Sekretär, dann als Erster Sekretär (Februar 1994 bis Januar 1998). Danach wechselte Khanal als stellvertretender Protokollchef in die Abteilung Protokoll, dann in die Abteilung UN und internationale Organisationen.
Von August 2001 bis April 2004 amtierte Khanal in Riad, Saudi-Arabien, in der dortigen nepalesischen Botschaft als Erster Sekretär. Es folgte ein Einsatz als Geschäftsträger a. i. in Peking (2006–April 2007) und als stellvertretender Missionschef wieder in Riad in der Funktion eines Geschäftsträgers a. i. Zeitgleich, zwischen 2006 und April 2007 arbeitete er in der Abteilung Multilaterale Wirtschaft und in der Passabteilung des nepalesischen Außenministeriums.
Nach den Erfahrungen in China und Saudi-Arabien setzte die nepalesische Regierung Khanal in Israel ein, wo er in der Botschaft in Tel Aviv von August 2010 bis März 2013 Ministerberater (stellvertretender Missionschef) und für zwei Wochen Geschäftsträger a. i. war.
Von April 2013 bis 2014 war Ramesh Prasad Khanal Generaldirektor der Abteilung für Pässe im Außenministerium. Im gleichen Jahr folgte die Funktion Gemeinsamer Sekretär der Abteilungen Politik, Planung, Überwachung und Forschung, Zentralasien, Afrika und Westasien und Regionalorganisationen (SAARC / BIMSTEC / SCO / ACD). Von November 2015 bis August 2016 war Khanal Protokollchef.
Zwischen 1999 und 2016 nahm er an mindestens 18 wichtigen Konferenzen und Workshops weltweit teil.
Seit 2004 engagiert sich Khanal aufgrund von praktischen Erfahrungen auch im Rettungs- und Hilfsdienst und kam mehrfach bei seinen Dienstaufgaben zum Einsatz.
Vom 11. Oktober 2016 bis 27. Oktober 2020 leitete Khanal die Nepalesische Botschaft in Berlin.
Während seiner gesamten Tätigkeit bildet sich Khanal weiter: er absolvierte am Nepal Press Institute (NPI) eine Zusatzausbildung in Journalismus (Abschluss mit einem Diplom), am Japanischen Sprachinstitut der Japan Foundation in Tokio studierte er Japanistik und in den USA, am Asien-Pazifik-Zentrum für Sicherheitsstudien (APCSS) auf Hawaii besuchte er Vorlesungen zur Sicherheit.
Ramesh Prasad Khanal spricht neben Nepali als Muttersprache Arabisch, Englisch, Hindi, Chinesisch, Bengali und ein wenig Japanisch.